# Bernadine Boog-Rauwerda
Bernadine Boog-Rouwerda (Bussum, 8 mei 1971) is een veldrijdster en mountainbikester uit Nederland.
In 2005 werd Boog-Rouwerda Nederlands kampioen mountainbike op de onderdelen cross-country en marathon.